# Podzamcze (Ukraina)
Podzamcze (ukr. Підзамче, Pidzamcze) – wieś na Ukrainie, w obwodzie rówieńskim, w rejonie dubieńskim, w hromadzie Radziwiłłów. W 2001 liczyła 704 mieszkańców.
W okresie międzywojennym wieś znajdowała się w granicach II RP, wchodząc w skład gminy Radziwiłłów w powiecie dubieńskim, w województwie wołyńskim.
Na podstawie rozporządzenia starosty powiatowego w Dubnie z 15 kwietnia 1930 z sołectwa Podzamcze zostały wyłączone grunty o powierzchni 533¼ ha, stanowiące własność 30 osadników wojskowych i utworzono z nich samodzielną gromadę Wola Piłsudskiego.